# 해피CGI
해피CGI(1566-1621)는 2000년 8월 25일 설립한 회사로 웹 개발을 위한 커뮤니티 사이트 cgimall을 운영중이며, 홈페이지 제작 전문 웹 프로그램(웹 솔루션)을 판매하는 전문 판매몰 cgimall도 운영 중이다.
대구광역시 달서구 성당로 289 태정빌딩 2층, 3층에 위치하고 있으며, 인터넷 홈페이지 제작 및 운영에 필요한 웹 솔루션, 홈페이지 제작 서비스, 웹 호스팅, 전자지불서비스, SMS, 본인인증 등 다양한 서비스를 제공한다.

## 상세
1997년부터 2000년 무렵에 제1차 벤처붐이 일던 때 몇몇의 대학생이 모여 시작한 해피CGI는
웹개발자간의 커뮤니티를 위한 happycgi 구축 및 운영으로 시작했다.
happycgi 커뮤니티 사이트 운영과 함께 당시 생소한 웹솔루션 개발을 시작하였고,
2000년 8월 3년간 이루어진 기술 축적과 축적된 기술로 개발된 쇼핑몰, 인터넷뉴스 웹솔루션을 일반인에게 판매하는 cgimall을 오픈하였다.
오픈과 함께 해피CGI라는 상호명의 대한민국 IT 기업으로 설립되었다.

## 현황
- 1997년 - 웹개발자 커뮤니티 'HappyCGI' 사이트 오픈
- 2000년 - '해피CGI' 설립 및 웹솔루션 전문 판매몰 'CGIMALL' 오픈
- 2003년 - 'HappyCGI' 누적 회원 1만명
- 2008년 - 'HappyCGI' 누적 회원 3만명
- 2011년 - 'CGIMALL' 누적 판매 1000개
- 2013년 - 'CGIMALL' 누적 판매 3000개
- 2016년 - 'CGIMALL' 누적 판매 5000개
- 2017년 - 'HappyCGI' 누적 자료 1만개
- 2020년 - 'happyCGI' 누적 회원 5만명
- 2020년 - 'CGIMALL' 누적 판매 8000개